# 小矢部市
小矢部市（日语：／ Oyabe shi */?）為位於日本富山縣西部地行政區劃，轄區的中間及東部屬於礪波平原，市內主要河川小矢部川從中通過，西半側及南側為山區，並與石川縣相鄰。

## 人口
小矢部市由於鄰近高岡市，一般是被歸入高岡都市圈的範圍，不過由於其同樣與北陸地方的最大城市石川縣金澤市相鄰，且車程僅需半小時，因此市內也是有跨縣前往金澤市通勤的居民。
| 小矢部市人口分布圖 |                                                 |  |
| 小矢部市與日本全國年齡別人口分布比較圖 （2005年資料） | 小矢部市的年齡、男女別人口分布圖 （2005年資料） |  |
| ■紫色是小矢部市 ■綠色是全国 | ■藍色是男性 ■紅色是女性                         |  |
| 小矢部市人口變化 \| 1970年 \| 35,367人 \| \| \| 1975年 \| 35,791人 \| \| \| 1980年 \| 36,497人 \| \| \| 1985年 \| 36,711人 \| \| \| 1990年 \| 36,374人 \| \| \| 1995年 \| 35,785人 \| \| \| 2000年 \| 34,625人 \| \| \| 2005年 \| 33,533人 \| \| \| 2010年 \| 32,067人 \| \| \| 2015年 \| 30,399人 \| \| \| 2020年 \| 28,983人 \| \| |                                                 |  |
| 資料來源：日本總務省統計中心提供之人口普查數據 |                                                 |  |
| 1970年 | 35,367人                                        |  |
| 1975年 | 35,791人                                        |  |
| 1980年 | 36,497人                                        |  |
| 1985年 | 36,711人                                        |  |
| 1990年 | 36,374人                                        |  |
| 1995年 | 35,785人                                        |  |
| 2000年 | 34,625人                                        |  |
| 2005年 | 33,533人                                        |  |
| 2010年 | 32,067人                                        |  |
| 2015年 | 30,399人                                        |  |
| 2020年 | 28,983人                                        |  |

## 歷史
現在的小矢部市轄區過去在令制國時代屬於越中國礪波郡，由於西側以俱利伽羅峠與加賀國接鄰，自古以來就是北陸道連結加賀國及越中國的交通要衝；也因此在此曾先後建立安樂寺城、一乘寺城、源氏峰城、道坪野城、蓮沼城、松根城、安養寺城、今石動城、名畑城多個城壘。在12世紀的源平合戰期間，在此與加賀國交界的俱利伽羅峠也曾發生源平合戰期間規模最大的戰役－俱利伽羅峠之戰。
在江戶時代越中國和加賀國同屬前田氏加賀藩的領地，不過由於位於加賀藩城下町與其支藩富山藩城下町之間，因而得以繼續以宿場町的形式發展。
19世紀末明治維新實施廢藩置縣後最初改隸屬金澤縣，在1871年的第一次府縣整併後，被劃入新設立的新川縣；不過在1876年的第二次府縣整併中，又隨著新川縣被併入由原金澤縣更名而成的石川縣。直到1883年才與過去原屬越中國的區域再次自石川縣中分出，隸屬新設立的富山縣。
1889年日本實施町村制時，現在的小矢部市轄區在當時分屬石動町、宮島村、子撫村、南谷村、埴生村、北蟹谷村、東蟹谷村、藪波村、西野尻村、津澤町、水島村、正得村、松澤村、若林村、荒川村共15個行政區劃。在1950年代的昭和大合併期間，位於西北部的石動町、宮島村、子撫村、南谷村、埴生村、正得村、松澤村、荒川村於1953年合併為新設立的石動町，隨後北蟹谷村及若林村的大部分區域先後在1954年及1957年併入；位於東南部的藪波村、津澤町、水島村則是在1954年合併為礪中町，東蟹谷村及西野尻村的北半部則是先後在1954年及1957年併入。
1962年石動町與礪中町進一步合併，成為現在的小矢部市。

### 變遷表
| 1889年4月1日 | 1889年 - 1912年 | 1912年 - 1944年 | 1945年 - 1954年            | 1945年 - 1954年             | 1955年 - 1989年             | 1955年 - 1989年             | 1989年 - 現在               | 現在                        |
| ------------ | --------------- | --------------- | -------------------------- | --------------------------- | --------------------------- | --------------------------- | --------------------------- | --------------------------- |
| 若林村       | 若林村          | 若林村          | 若林村                     | 若林村                      | 1957年9月30日 併入礪波市    | 1957年9月30日 併入礪波市    | 2004年11月1日 合併礪波市    | 2004年11月1日 合併礪波市    |
| 若林村       | 若林村          | 若林村          | 若林村                     | 若林村                      | 1957年9月30日 併入石動町    | 1962年8月1日 合併為小矢部市 | 1962年8月1日 合併為小矢部市 | 1962年8月1日 合併為小矢部市 |
| 石動町       | 石動町          | 石動町          | 1953年9月10日 合併為石動町 | 1953年9月10日 合併為石動町  | 石動町                      | 1962年8月1日 合併為小矢部市 | 1962年8月1日 合併為小矢部市 | 1962年8月1日 合併為小矢部市 |
| 宮島村       |                 |                 | 1953年9月10日 合併為石動町 | 1953年9月10日 合併為石動町  | 石動町                      | 1962年8月1日 合併為小矢部市 | 1962年8月1日 合併為小矢部市 | 1962年8月1日 合併為小矢部市 |
| 子撫村       |                 |                 | 1953年9月10日 合併為石動町 | 1953年9月10日 合併為石動町  | 石動町                      | 1962年8月1日 合併為小矢部市 | 1962年8月1日 合併為小矢部市 | 1962年8月1日 合併為小矢部市 |
| 南谷村       |                 |                 | 1953年9月10日 合併為石動町 | 1953年9月10日 合併為石動町  | 石動町                      | 1962年8月1日 合併為小矢部市 | 1962年8月1日 合併為小矢部市 | 1962年8月1日 合併為小矢部市 |
| 埴生村       |                 |                 | 1953年9月10日 合併為石動町 | 1953年9月10日 合併為石動町  | 石動町                      | 1962年8月1日 合併為小矢部市 | 1962年8月1日 合併為小矢部市 | 1962年8月1日 合併為小矢部市 |
| 正得村       |                 |                 | 1953年9月10日 合併為石動町 | 1953年9月10日 合併為石動町  | 石動町                      | 1962年8月1日 合併為小矢部市 | 1962年8月1日 合併為小矢部市 | 1962年8月1日 合併為小矢部市 |
| 松澤村       |                 |                 | 1953年9月10日 合併為石動町 | 1953年9月10日 合併為石動町  | 石動町                      | 1962年8月1日 合併為小矢部市 | 1962年8月1日 合併為小矢部市 | 1962年8月1日 合併為小矢部市 |
| 荒川村       |                 |                 | 1953年9月10日 合併為石動町 | 1953年9月10日 合併為石動町  | 石動町                      | 1962年8月1日 合併為小矢部市 | 1962年8月1日 合併為小矢部市 | 1962年8月1日 合併為小矢部市 |
| 北蟹谷村     | 北蟹谷村        | 北蟹谷村        | 北蟹谷村                   | 1954年10月1日 併入石動町    | 石動町                      | 1962年8月1日 合併為小矢部市 | 1962年8月1日 合併為小矢部市 | 1962年8月1日 合併為小矢部市 |
| 東蟹谷村     | 東蟹谷村        | 東蟹谷村        | 東蟹谷村                   | 1954年11月18日 合併為礪中町 | 1954年11月18日 合併為礪中町 | 1962年8月1日 合併為小矢部市 | 1962年8月1日 合併為小矢部市 | 1962年8月1日 合併為小矢部市 |
| 藪波村       | 藪波村          | 藪波村          | 1954年7月20日 合併為礪中町 | 1954年11月18日 合併為礪中町 | 1954年11月18日 合併為礪中町 | 1962年8月1日 合併為小矢部市 | 1962年8月1日 合併為小矢部市 | 1962年8月1日 合併為小矢部市 |
| 津澤町       |                 |                 | 1954年7月20日 合併為礪中町 | 1954年11月18日 合併為礪中町 | 1954年11月18日 合併為礪中町 | 1962年8月1日 合併為小矢部市 | 1962年8月1日 合併為小矢部市 | 1962年8月1日 合併為小矢部市 |
| 水島村       |                 |                 | 1954年7月20日 合併為礪中町 | 1954年11月18日 合併為礪中町 | 1954年11月18日 合併為礪中町 | 1962年8月1日 合併為小矢部市 | 1962年8月1日 合併為小矢部市 | 1962年8月1日 合併為小矢部市 |
| 西野尻村     | 西野尻村        | 西野尻村        | 西野尻村                   | 西野尻村                    | 1957年8月1日 併入礪中町     | 1962年8月1日 合併為小矢部市 | 1962年8月1日 合併為小矢部市 | 1962年8月1日 合併為小矢部市 |
| 西野尻村     | 西野尻村        | 西野尻村        | 西野尻村                   | 西野尻村                    | 1957年8月1日 併入福光町     | 1957年8月1日 併入福光町     | 2004年11月1日 合併為南礪市  | 2004年11月1日 合併為南礪市  |

## 交通

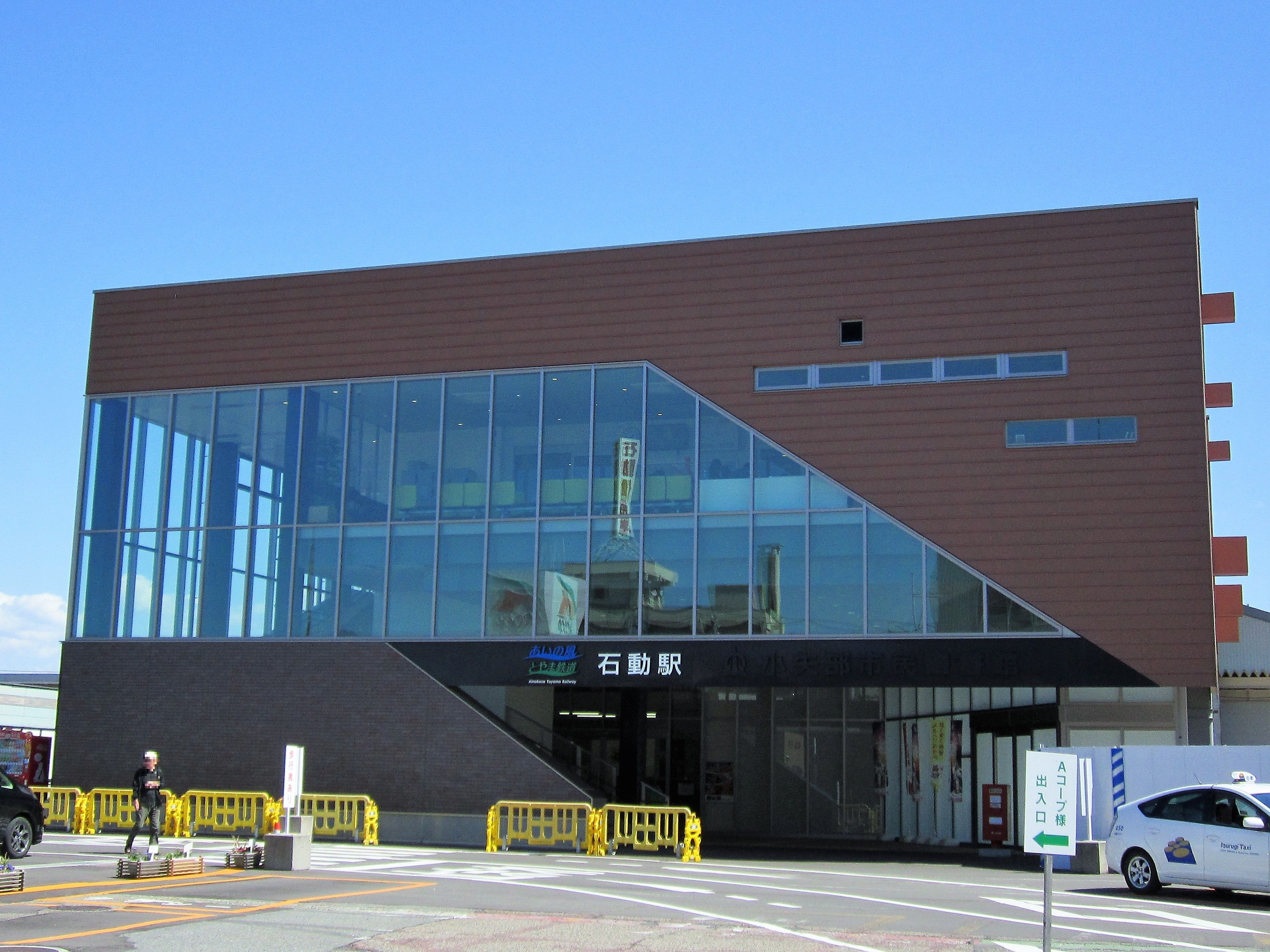
石動車站北口

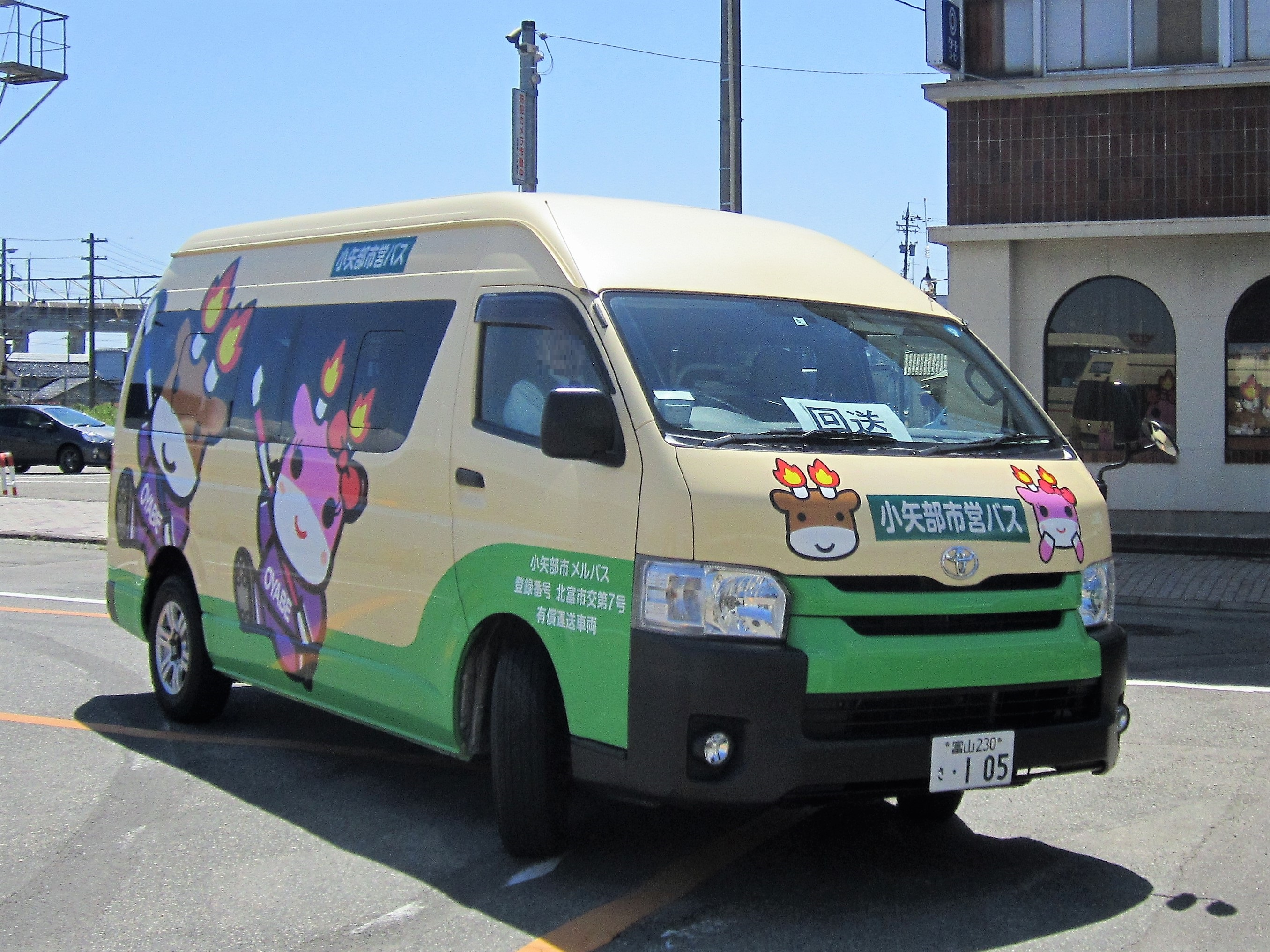
市營巴士車輛外觀

由西日本旅客鐵道因開設北陸新幹線而分離經營的愛之風富山鐵道線以東西向穿過轄區的石動地區，並設有石動車站，石動車站是愛之風富山鐵道轄下最西邊的車站，也是愛之風富山鐵道與IR石川鐵道兩嘉鐵路公司列車職員交接的車站；在石動車站經由愛之風富山鐵道線往東可經高岡市、射水市，可在約半小時抵達富山市，往西則可直接進入同樣是自西日本旅客鐵道分離經營的IR石川鐵道線並在半小時內抵達金澤市。
過去加越能鐵道曾開設連結石動車站和福野車站的加越線，路線自石動車站往南通至現在的南礪市福野町地區；不過此路線由於持續虧損已在1972年停止營運。
高速公路北陸自動車道則是以東西向穿過位於轄區南部的津澤町地區，與鐵路一樣可以分別前往富山市和金澤市；北陸自動車道在小矢部市東側與礪波市交界處設有小矢部礪波系統交流道，可往南接入東海北陸自動車道前往岐阜縣或愛知縣，也可往北接入能越自動車道前往石川縣的能登半島地區。
加越能巴士有經營連結石動車站、津澤町地區至周邊礪波市或金澤市的客運路線，不過轄內各地區之間主要則是依靠市營巴士來連結。

### 鐵路
- 愛之風富山鐵道
  - 愛之風富山鐵道線：（←津幡町） - 石動車站 - （高岡市→）
- 西日本旅客鐵道
  - 北陸新幹線：（←高岡市） - （未於轄內設置車站） - （津幡町→）

### 公路
高速公路
- 北陸自動車道：（金澤市） - 小矢部交流道（日语：小矢部インターチェンジ） - 小矢部川服務區 - 小矢部礪波系統交流道（日语：小矢部砺波ジャンクション） - （礪波市）
- 能越自動車道：小矢部礪波系統交流道 - 小矢部東交流道 - （高岡市）

## 觀光資源
在石動町市區西側與石川縣交界處的俱利伽羅峠自古即是加賀國與越中國之間的交通要道，周邊區域的埴生護國八幡宮、醫王院皆為創建於八世紀的寺院，12世紀時曾在此發生過俱利伽羅峠之戰，此區域現在已被富山縣政府劃為縣定公園，傳說中在俱利伽羅峠之戰期間曾使用過火牛計，因此現在每年七月也會以此典故舉辦源平火牛祭。
在石動町地區和津澤町地區則是在每年四月及六月會分別舉行石動曳山祭及津澤夜高行燈祭。

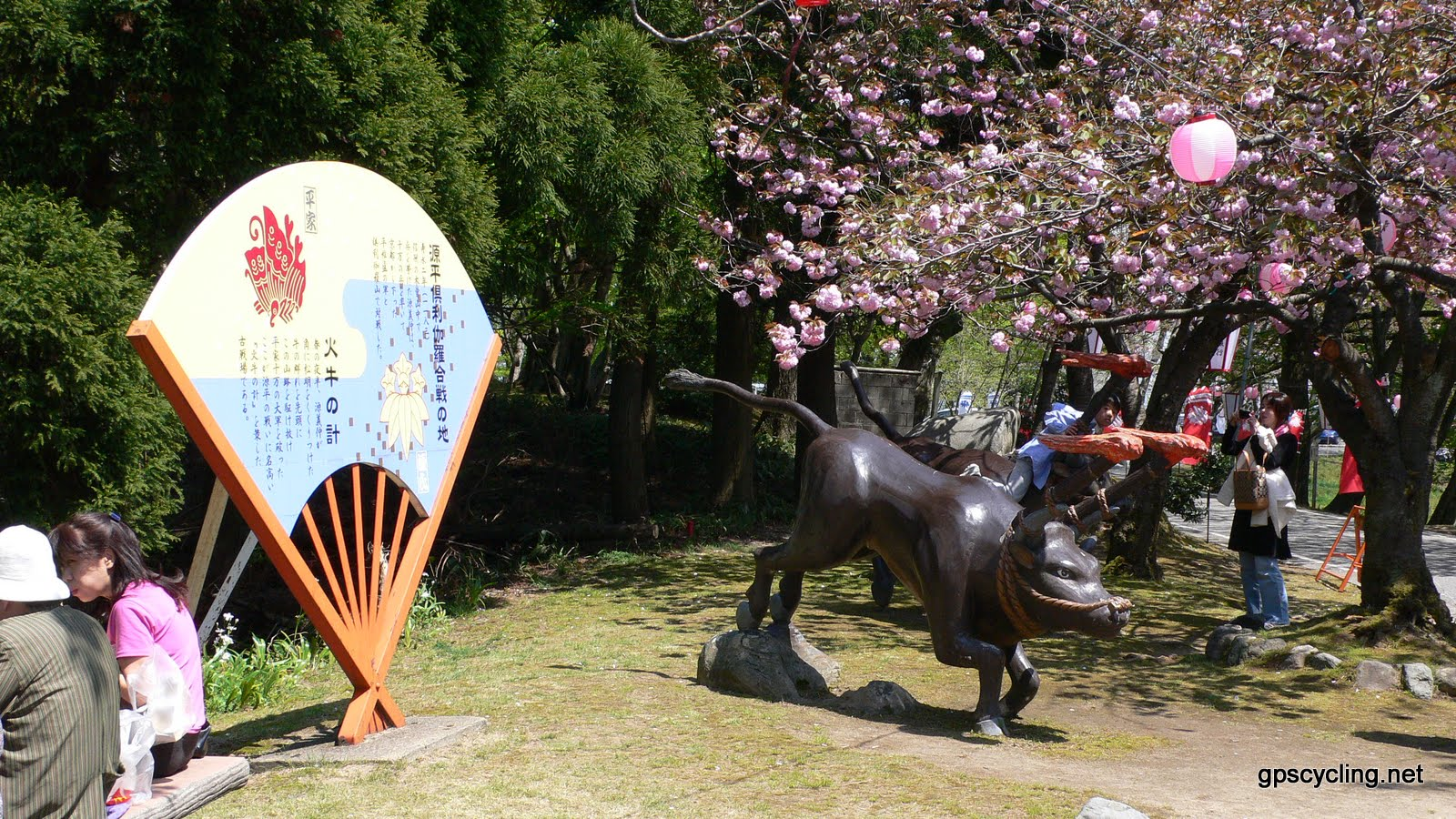
源平俱利伽羅合戰地點的標示
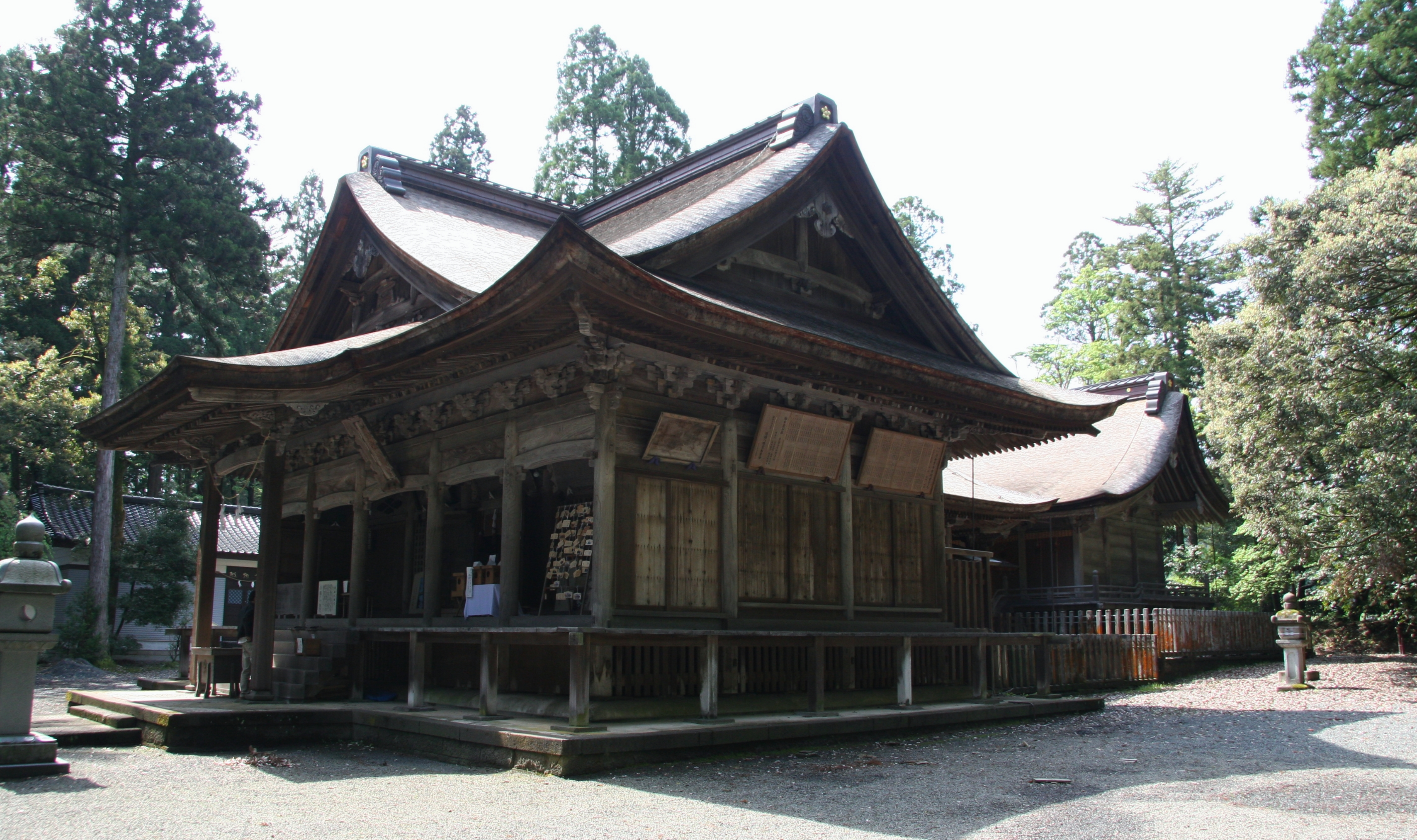
埴生護國八幡宮
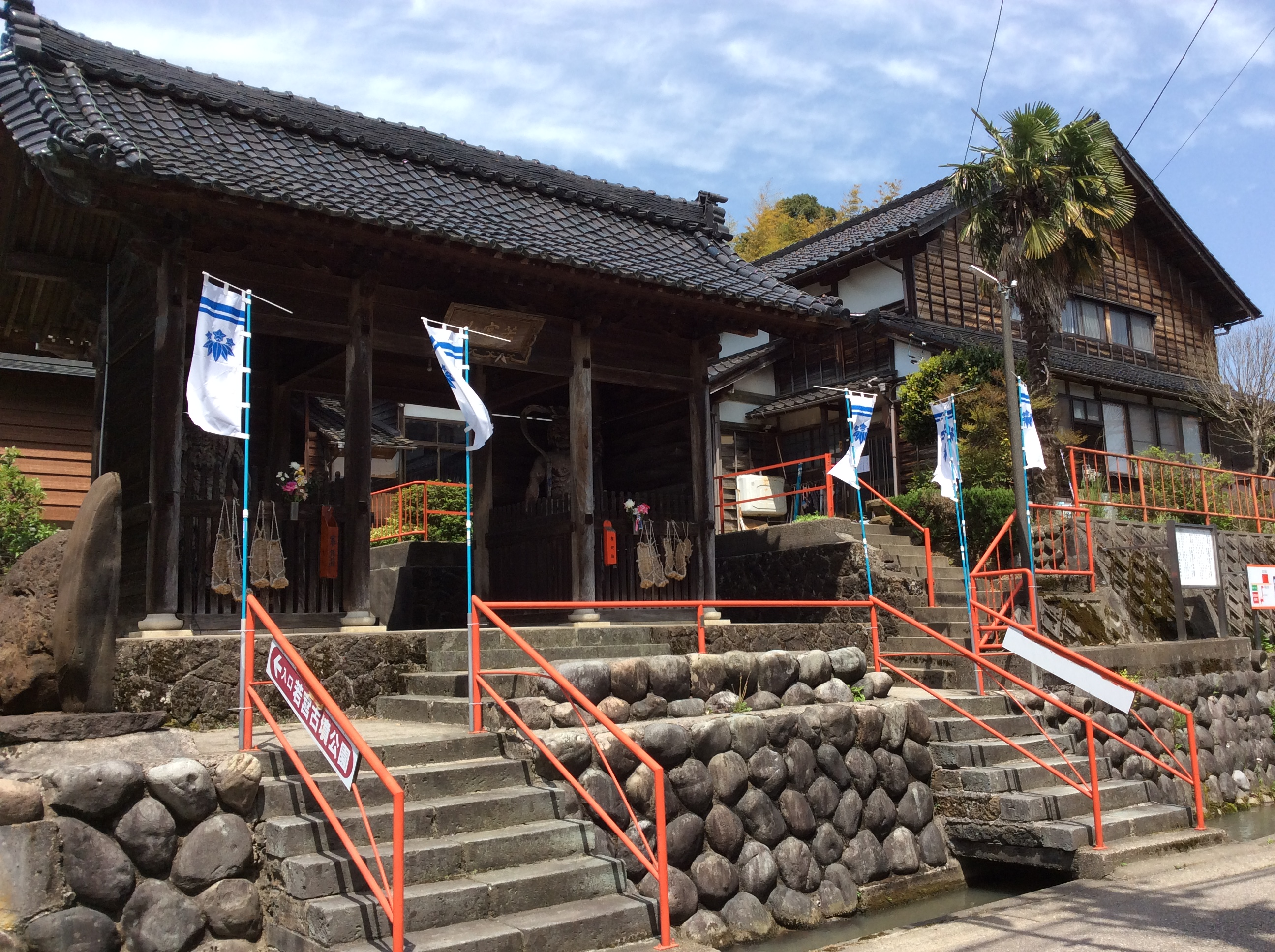
醫王院外觀

## 姊妹、友好城市

### 日本
- 沼田町（北海道）
兩地於2001年締結為姊妹城市。[17]

## 外部連結
- （日語） 小矢部市政府的Facebook專頁
- （日語） 小矢部市觀光協會 （页面存档备份，存于）